# جنگ روسیه و لهستان (۱۶۵۴–۱۶۶۷)
جنگ روسیه و لهستان ۱۶۵۴–۱۶۶۷ که جنگ سیزده ساله، اولین جنگ شمالی و جنگ برای اوکراین نیز نامیده می‌شود، آخرین برخورد مهم میان روسیه تزاری و مشترک‌المنافع لهستان-لیتوانی بود. میان سالهای ۱۶۵۵ تا ۱۶۶۰ میلادی، دومین جنگ شمالی نیز در مشترک‌المنافع لهستان-لیتوانی رخ داد.
طی این جنگ‌ها، لهستان-لیتوانی نبردهای بسیاری را با پیروزی به پایان رساند اما اقتصاد آن به اندازه‌ای نیرومند نبود تا بتواند در یک جنگ طولانی شرکت کند؛ بنابراین به صلح رضایت داد. عاقبت جنگ در ۱۶۶۷ به پایان رسید؛ در حالی که، روسیه توانست مناطق مهمی نظیر کیف را بدست آورد و تبدیل شدن به یک ابرقدرت در اروپای شرقی را آغاز نماید.

جنگ روسیه و لهستان ۱۶۵۴-۱۶۶۷